# Orbiting Solar Observatory
Orbiting Solar Observatory (OSO) est un programme de l'agence spatiale américaine, la NASA, constitué d'une série de 9 observatoires spatiaux lancés entre 1962 et 1975. Les OSO sont les premiers observatoires spatiaux entièrement destinés à l'observation du Soleil. Leur mission principale est l'étude du cycle solaire de 11 ans par observation du rayonnement ultraviolet et X émis par le Soleil.

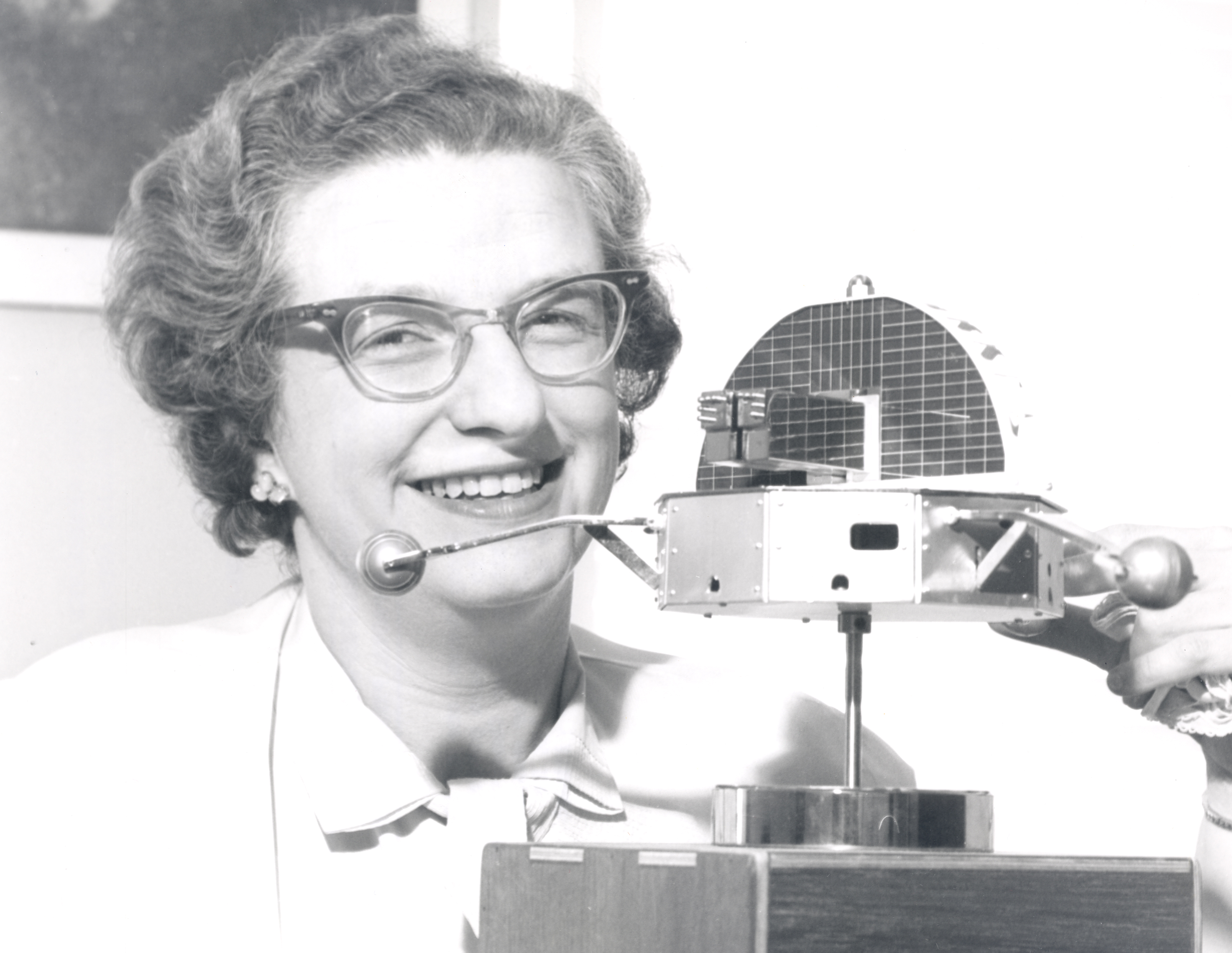
La docteure Nancy Roman responsable du programme, pose devant une maquette d'Orbiting Solar Observatory.

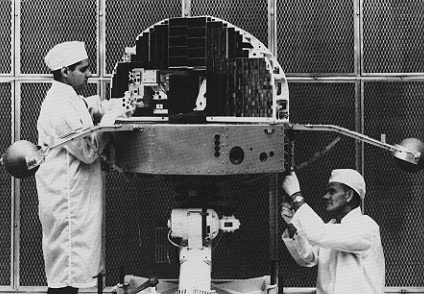
La satellite OSO 4.

Construits par la société Ball Aerospace, l'architecture de ces engins spatiaux de relativement petite taille (environ 250 kilogrammes sauf les deux derniers de la série) était particulièrement originale. Ils comprenaient deux sous-ensembles : d'une part la "voile", une structure plane faisant face en permanence au soleil recouverte de cellules solaires et supportant les instruments qui devaient être pointés en permanence vers le Soleil, d'autre part la roue perpendiculaire au plan de la voile et en rotation lente qui emportait les instruments ne nécessitant pas un pointage précis (mesures in situ) ainsi que tous les équipements nécessaires au fonctionnement du satellite.
Sur les 9 satellites OSO, 8 (OSO 1 à 8) sont lancés avec succès par un lanceur Delta. Bien que disposant d'instruments aux capacités limitées par la taille de l'observatoire, ils ont  fourni  aux physiciens spécialistes du Soleil les premières observations détaillées  des émissions du Soleil dans les bandes spectrales X et gamma inaccessibles depuis la Terre. Ces données ont  sur la couronne solaire et processus conduisant aux éruptions solaires.

## Contexte

### Deuxième génération des satellites scientifiques
Durant les cinq premières années qui suivent le lancement du premier satellite artificiel dans l'espace (Spoutnik 1 en 1957) marquant le début de l'ère spatiale, une première génération de satellites scientifiques est développée. Ces satellites, conçus sans disposer d'aucune expérience extérieure, sont simples, de petite taille (pas plus de quelques dizaines de kilogrammes car les lanceurs existants ont des capacités réduites) et n'effectuent généralement qu'un seul type de mesure. Au sein de l'agence spatiale américaine, la NASA, ce sont les premiers satellites du programme Explorer, les Injun de l'université d'Iowa, les Vanguard ainsi que les LOFTI et SOLRAD du Naval Research Laboratory. La NASA lance par la suite trois séries de satellites beaucoup plus sophistiqués : ce sont la série des Orbiting Astronomical Observatory (OAO), les Orbiting Geophysical Observatory (OGO) et les Orbiting Solar Observatory (OSO).

### Un rayonnement solaire inobservable depuis la surface de la Terre
Les scientifiques observent le Soleil depuis l'époque de Galilée. Mais de nombreux processus internes du Soleil ne peuvent être étudiés qu'à travers le rayonnement qu'ils génèrent. Les observatoires terrestres ne peuvent étudier que la partie du spectre électromagnétique qui n'est pas bloqué par l'atmosphère terrestre ce qui  écarte  ultraviolet, rayons X et rayons gamma. Or les émissions produites par les processus solaires, parce que ces derniers sont très énergétiques, ont lieu principalement dans ces longueurs d'onde. Des observatoires spatiaux, parce qu'ils sont capables de s'affranchir de la barrière de l'atmosphère terrestre, sont seuls capables de fournir des informations essentiels sur les processus solaires.

## Historique du projet

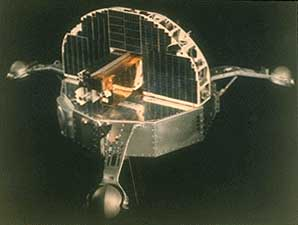
Photo couleur d'OSO 5, un observatoire solaire orbital américain

Les satellites du programme OSO sont tous conçus  par le centre de vol spatial Goddard qui est l'établissement de la l'agence spatiale américaine, la NASA, consacré aux missions scientifiques. La fabrication des huit premiers observatoires (OSO A à OSO H, mis en orbite comme OSO 1 à OSO 7) est confiée à la société Ball Aerospace (à l'époque Ball Brothers Research Corporation). La fabrication d'une deuxième sous-série comprenant trois engins spatiaux (OSO I, J et K) est confiée à Hughes Aircraft. Seul OSO I fut réalisé (en orbite OSO 8). Pour des raisons budgétaires, OSO J et OSO K ne furent pas fabriqués et le budget fut utilisé pour développer l'observatoire SolarMax. Le modèle de vol de rechange de OSO H (OSO 7) fut racheté par l'Armée de l'Air américaine, modifié et doté d'une nouvelle instrumentation puis placé en orbite en 1979 sous l'appellation Solwind (ou P-78-1).
Le premier satellite de la série, OSO 1, est lancé en 1962 et parvient à mesurer le rayonnement électromagnétique du Soleil dans les bandes spectrales de l'ultraviolet, des rayons X et des rayons gamma. Les deux satellites suivants sont victimes de défaillance de leur lanceur. Finalement huit satellites parviennent jusqu'à leur orbite et fournissent des données. Tous ont pour objectif d'étudier le rayonnement du Soleil. Les OSO 5, 6 et 7 étudient plus particulièrement les éruptions solaires qui constituent une menace pour les équipages des missions Apollo qui ont lieu à cette époque.

## Architecture technique
À l'époque de la conception des satellites OSO, la technique de stabilisation active de l'orientation des satellites, qui est souhaitable pour pouvoir pointer des instruments vers un objet céleste, n'est pas encore au point. Pour stabiliser son orientation, le corps du satellite est mis en rotation et un dispositif spécial doit être développé pour maintenir malgré ce mouvement un instrument pointé vers sa cible. Tous les satellites du programme Orbiting Solar Observatory sont stabilisés par cette méthode et adoptent une architecture qui, pour prendre en compte cette contrainte, comprend deux sous-ensembles : la Roue qui est un cylindre peu épais en rotation et  la Voile pointant en permanence vers le Soleil grâce à un moteur électrique. La Voile porte les instruments qui analysent le rayonnement solaire ainsi que le panneau solaire qui génère l'énergie électrique du satellite. Instruments et panneau solaire sont donc maintenus en permanence pointés vers le Soleil malgré le mouvement de la Roue. Le palier assurant la liaison mécanique  entre la Roue et la Voile constitue la pièce la plus critique du satellite car elle doit pouvoir fonctionner sans à-coups durant des mois dans les conditions difficiles du vide spatial et en l'absence de système de lubrification. La Roue abrite dans des compartiments en forme de tranche de camembert, les fonctions de support du satellite ainsi que certains instruments scientifiques. OSO 1 a une masse d'environ 200 kg. Les satellites OSO 2 à OSO 6 ont une masse proche de 600 kg. OSO 7 et OSO 8 ont une masse de 1 400 kg.
OSO 1, tête de série lancé en 1963, est le premier satellite artificiel à disposer d'un instrument pointé en permanence vers une cible fixe et il est également le premier à enregistrer les données recueillies par ses instruments sur un magnétophone à bandes (jusque là les données étaient transmises en temps réel et étaient donc perdues lorsque aucune station terrienne était à portée).

## Missions du programme

### Déroulement de la mission
Cette première mission de la série est lancée le 7 mars 1962. La roue dont le diamètre est de 1,2 mètre comporte sept côtés. Le satellite est placé sur une orbite quasi circulaire ayant une altitude de 575 kilomètres et une inclinaison orbitale de 32,8 degrés. Son objectif principal est de mesurer le rayonnement ultraviolet X et gamma du Soleil. Un objectif secondaire est d'étudier la poussière présente dans l'espace. Le satellite fonctionne normalement jusqu'à la défaillance du second magnétophone utilisé pour enregistrer les données le 15 mai 1962. Il continue néanmoins à transmettre des données en temps réel jusqu'en mai 1964. Il est détruit en pénétrant dans l'atmosphère terrestre le 8 octobre 1981,.

### Instruments scientifiques
Les instruments installés à bord d'OSO 1 sont :
- Mesure du rayonnement gamma solaire 0,1-07 MeV
- Mesure  du rayonnement X solaire 1-8 Ångströms
- Mesure du rayonnement X solaire 20-100 keV
- Mesure du rayonnement ultraviolet solaire 3800-4800  Ångströms
- Détecteur de protons solaires BF-3
- Détecteur de poussière
- Détecteur de rayons gamma à scintillateurs 50 keV-3 MeV (monté sur la Roue).
- Détecteur de rayonnement gamma à haute énergie (100 MeV) destiné à étudier les éruptions solaires.
- Détection des protons de plus de 2 MeV et des électrons de plus de 60 keV émis dans les régions situés en dessous des ceintures de Van Allen (monté sur la Roue)
- Mesure des émissions correspondant à la raie Lyman-alpha de l'hydrogène  (monté sur la Roue).
- Spectromètre du rayonnement solaire entre 10 et 400 Ångströms.

### Résultats
L'instrument mesurant le rayonnement gamma dans la bande 0,5-3 MeV a mis en évidence la présence d'un bruit de fond contribuant à esquisser la nature d'un problème que rencontrera l'astronomie gamma.

### OSO 2
Le deuxième exemplaire de la série, OSO B ayant été perdu à la suite d'une explosion de son lanceur au sol qui tua trois techniciens, un prototype fut réutilisé en reprenant certains composants préservés de OSO B ainsi que d'autres éléments disponibles. OSO 2 est placé en orbite le 3 février 1965. Il fonctionne de manière nominale jusqu'à épuisement du gaz utilisé pour contrôler son attitude et il est placé en réserve le 6 novembre 1965. L'architecture de OSO 2 est identique à celle de son prédécesseur avec certains instruments disposés sur la voile pointant en permanence en direction du Soleil tandis que d'autres sont en rotation. Toutefois le système de pointage permettait de scanner la région autour du Soleil (40 x 40 minutes d'arc). Les instruments embarqués sont les suivants :
- Un coronographe mesurant l'intensité du rayonnement en lumière visible de la couronne solaire en utilisant un photomultiplicateur. La résolution spatiale était d'une minute d'arc. L'instrument était fourni par le Naval Research Laboratory.
- Un spectromètre imageur mesurant le rayonnement ultraviolet du Soleil. Il fournit des images du disque solaire aux longueurs d'onde Solar de l'hydrogène Lyman-Alpha (1,216 A), de l'hélium II (304 A) et dans la bande spectrale centrée sur 584 A. La résolution spatiale est de 1 minute d'arc. L'instrument est fourni par le Centre vol spatial Goddard.
- Une expérience destinée à détecter les sursauts du rayonnement X en effectuant des mesures d'une part dans trois longueurs d'onde (2-8 A, 8-20 A et 44-60 A) pour mesurer les émissions au-delà du limbe solaire et du bruit de fond céleste (2,8 A) et d'autre part dans deux bandes spectrales (2-8 A et 44-60 A) pour mesurer les sources de rayons X émis par le Soleil.
- Une expérience destinée à détecter les rayons gamma émis par le Soleil ainsi que par d'autres objets célestes dans la bande spectrale 0,1-7 MeV. Cet instrument était fourni par le centre de vol spatial Goddard.

### OSO 3
Le troisième satellite de la série avait comme objectif de poursuivre la collecte des données de l'activité du Soleil sans créer de discontinuités. Pour ce faire il emportait des instruments mesurant le rayonnement dans l'ultraviolet lointain ainsi que les éruptions solaires et le rayonnement du Soleil dans la bande spectrale des rayons X et des rayons gamma. Mais au cours du lancement qui a lieu le 25 aout 1965 le troisième étage de la fusée Delta s'éteint de manière prématurée et le satellite OSO C ne parvient pas jusqu'à l'orbite. Le satellite OSO E est modifié (on y installe les instruments similaires à ceux qui équipaient OSO C, et il est lancé le 8 mars 1967 et prend la désignation OSO 3. Il fonctionne normalement jusqu'en juillet 1968. A cette date le deuxième enregistreur sur bande magnétique est victime d'une défaillance. Le satellite est placé en sommeil le 10 novembre 1969 et devient incontrôlable peu après.
Les instruments embarqués à bord de OSO 3 sont :
- Un photomètre destiné à mesurer le rayonnement X mou (8 à 12 A). L'instrument placé sur la roue était fourni par l'Université du Michigan[12].
- Un détecteur de particules chargées (rayons cosmiques) et de rayons gamma  émis par le Soleil et les autres sources permettant de mesurer les nucléons de masse atomique 1, 2, 3 à 5, 6 à 9 et 10 ainsi que les rayons gamma d'environ 50 MeV. L'instrument placé sur la roue était fourni par le centre de vol spatial Goddard[13].
- Un radiomètre directionnel mesurant l'intensité totale du rayonnement solaire réfléchi par la Terre (albedo) et l'intensité du rayonnement émis par la Terre dans la bande spectrale comprise entre 0,15 et 7 microns. L'instrument était fourni par le Centre de recherche Ames[14].
- Un instrument mesurant la distribution   dans cinq bandes spectrales du rayonnement solaire réfléchi par la Terre (albédo) émis entre 0,32 à 0,78 microns. L'instrument était fourni par le Centre de recherche Ames[15].
- Un spectromètre mesurant le rayonnement solaire dans l'ultraviolet lointain (250 à 1300 A). L'instrument était fourni par le laboratoire Phillips[16].
- Un détecteur de rayons gamma à haute énergie (> 50 MeV) émis par le ciel entier avec un champ de vue limité permettant d'identifier l'origine avec une précision de 15°. Les données recueillies par l'instrument a permis l'établissement de la première carte du ciel des sources de rayons gamma d'origine galactique et extragalactique (621 sources distinctes identifiées). L'instrument était fourni par le Massachusetts Institute of Technology[17].
- Un télescope observant le rayonnement gamma d'origine solaire et extra solaire dans la base spectrale 7,7-200 keV. L'instrument était fourni par l'Université de Californie de San Diego[18].
- Un spectromètre analysant le rayonnement du Soleil dans l'ultraviolet lointain de 1 à 400 A. L'instrument était fourni par le centre de vol spatial Goddard[19].
- Une expérience de technologie spatiale mesurant la stabilité thermique de 12 types de surface (revêtements différents). L'instrument était fourni par le  Centre de recherche Ames[20].

### OSO 4
Les caractéristiques de la plateforme d'OSO 4 et l'implantation de ses instruments sont similaires à celles de ses prédécesseurs. L'observatoire spatial est placé en orbite le 18 octobre 1967. Il fonctionne normalement jusqu'à la défaillance de son second enregistreur sur bande magnétique en mai 1968. OSO 4 est mis en sommeil en novembre 1969 et n'est activé que lors de la survenue d'événements particuliers comme l'éclipse du Soleil du 7 mars 1970.
Les instruments embarqués à bord d'OSO 4 sont, : 
- Un instrument de mesure du rayonnement X mou du Soleil dans les bandes spectrales 1,2-3,6, 3-9, 6-18, 44-55 et 44-70 A. La mesure de l'énergie se faisait avec une précision de 2%. L'instrument était fourni par l'Université de Leicester[24]
- Un instrument les rayons cosmiques[25]
- Un instrument mesurant le rayonnement Lyman Alpha de la couronne solaire[26]
- Un détecteur de protons et d'électrons[27]
- Un spectromètre analysant le rayonnement ultraviolet lointain émis par le Soleil[28].
- Un instrument mesurant les émissions dans la bande spectrale de l'hélium 2[29].
- Des détecteurs du rayonnement X d'origine solaire[30].
- Un télescope observant le rayonnement X du Soleil[31].
- Un spectromètre analysant le rayonnement X émis par les éruptions solaires dans la bande spectrale allant de 1 à 8 A. L'instrument devait permettre de déterminé le processus à l'origine des éruptions solaires : processus thermique (excitation thermique du plasma de la couronne solaire) ou non thermique (électrons se déplaçant à vitesse élevée traversant une couronne solaire relativement froide). L'instrument fournissait un spectre toutes les deux minutes. L'instrument était fourni par le Naval Research Laboratory[32].

### OSO 5
L'observatoire spatial OSO 5 est placé sur une orbite de 55 kilomètres le 22 janvier 1969 et fonctionne jusqu'en juillet 1975. Il avait pour objectif de poursuivre l'observation du cycle solaire entamé par ses prédécesseurs, de réaliser différentes expériences portant sur la physique du Soleil et de cartographier la direction et l'intensité des sources de rayonnement ultraviolet, X et gamma de l'ensemble du ciel.

### OSO 6
L'observatoire spatial OSO 6 est lancé le 9 aout 1969 et reste opérationnel jusqu'au 31 décembre 1972. Il est conçu pour poursuivre l'observation des émissions du Soleil durant un cycle solaire dans la continuité de ses prédécesseurs. L'objectif principal de sa mission est d'obtenir des spectres de résolution élevée des émissions dans les bandes spectrales 1 à 113000 A, 20 à 200 keV (rayons X solaires) et des flux de neutrons à haute énergie (20 à 130 MeV).

### OSO 7
Bien que sa conception ait été similaire à celle de ses prédécesseurs, OSO 7 avait une taille beaucoup plus importante (masse de 635 kg) avec une voile de plus grande surface et une roue en rotation plus épaisse. Le satellite est lancé le 29 septembre 1971 mais à une suite d'une perte de pression hydraulique dans le système de contrôle d'attitude du second étage de son lanceur, il est placé sur une orbite elliptique culminant à 572 kilomètres au lieu de l'orbite circulaire de 350 kilomètres prévus. Cette orbite lui faisait traverses la ceinture de radiation de Van Allen plusieurs fois par jour compliquant l'interprétation des données fournies par les instruments observant le rayonnement X et gamma. Il fonctionna durant environ trois ans jusqu'au 9 juillet 1974,.
Comme dans le cas des missions précédentes l'objectif principal d'OSO 7 était d'observer les émissions de rayons X et gamma du Soleil mais il emportait également deux instruments de détection des sources cosmiques (non solaire) de rayonnement X et gamma qui étaient installés sur la roue. Parmi les instruments embarqués figuraient :
- un spectrohéliographe fournissant des images du rayonnement X et ultraviolet (bande spectrale 2-400 A) permettant de déterminer la température et la distribution de la matière dans la couronne solaire au-dessus des régions actives et durant les éruptions solaires. L'instrument était fourni par le centre de vol spatial Goddard.
- Un coronographe observant en lumière visible et en ultraviolet lointain la couronne solaire permettant la comparaison entre la structure de celle-ci et les régions actives de la surface du Soleil. L'instrument était fourni par le  Naval Research Laboratory.
- Un instrument observant les émissions de rayons X durs (2-300 keV) à l'aide d'un compteur proportionnel et de scintillateurs en iodure de sodium associés à trois détecteurs dont le rôle était de mesurer les particules chargées dans l'environnement immédiat du satellite. L'instrument était fourni par l'Université de Californie à San Diego (UCSD).
- Un instrument détectant le rayonnement gamma du Soleil (0,3-10 MeV) à l'aide d'un spectromètre à scintillation à base d'iodure de sodium dopé au thallium et utilisant un système anti-coïncidences à base de détecteurs à l'iodure de sodium. L'instrument était fourni par l'Université du New Hampshire.

### OSO 8
L'observatoire spatial OSO 6 est lancé le 21 juin 1975 et reste opérationnel jusqu'au 1 octobre 1978. Avec une masse atteignant plus d'une tonne ce satellite est beaucoup plus grand que les précédents tout en conservant l'architecture technique de ses prédécesseurs (roue et voile). Il est en effet le premier d'une série de trois dont la construction a été confiée à la société Hughes Aircraft. Pour des raisons budgétaires seul le premier engin de la série sera effectivement fabriqué. Les instruments pouvaient être pointés de manière beaucoup plus précises vers une région donnée du disque solaire avec un champ de vue qui pouvait être au choix de 1 x 1 munute d'arc ou 5 x 5 minutes d'arc.
Les instruments d'OSO 8 sont utilisés pour remplir des objectifs similaires à ceux des missions OSO précédentes : parachever l'observation du Soleil durant un cycle solaire complet et dresser une carte des sources ultraviolet, X et gamma de l'ensemble du ciel. A cet effet l'observatoire spatial emporte huit instruments dont deux sont placés dans le "voile" et sont maintenus constamment pointés vers le Soleil :
- Un spectroscope imageur ultraviolet (1000 à 2000 A) permettant d'observer la structure et les lignes d'émissions Lyman-alpha Lyman beta de l'hydrogène, les lignes d'émission H et K du magnésium II et H et K du calcium II de la chromosphère. Sa résolution angulaire était de 1 seconde d'arc et sa résolution spectrale était comprise entre 0,02 A et 0,06 A). L'instrument était fourni par le CNRS (France)[38].
- Un spectroscope consacré à l'observation du rayonnement X (2-60 keV) du fond diffus  de rayons X. L'instrument était fourni par la centre de vol spatial Goddard[39].
- Un instrument mesurant les émissions en ultraviolet lointain (de 170 à 1080 A et de 1125 à 1230 A) générées par les atomes d'hydrogène, d'hélium et d'oxygène en provenance de l'atmosphère terrestre et de l'espace interplanétaire et intergalactique. L'instrument était monté sur le voile avec une visée lui permettant d'éviter d'observer le Soleil. L'instrument était fourni par le Naval Research Laboratory[40].
- Un télescope mesurant le rayonnement X dur (de 0,2 à 3 MeV) en provenance de toutes les sources célestes dans le but de rechercher les variations temporelles de leur intensité périodiques ou irrégulaires. L'instrument était monté sur la voile avec un axe optique faisant un angle de 5 degrés par rapport à l'axe de rotation de la roue. L'instrument était fourni par le centre de vol spatial Goddard[41].
- Un spectrohéliogramme mesurant le rayonnement ultraviolet (1050 à 2300 A) en provenant du Soleil en fournissant la localisation et les variations dans le temps de son intensité. L'instrument était fourni par l'Université du Colorado[42].
- Un instrument permettant le suivi  des émissions de rayons X par le Soleil (de 2 à 8 keV), l'obtention de spectres électromagnétiques de nombreux objets célestes émettant des rayons X et de mesure la polarisation des émissions X des sources stellatires. L'instrument était fourni par l'Université de Columbia[43].
- Un héliomètre mesurant la localisation, le spectre et l'intensité du rayonnement X (entre 2 et 30 keV) des régions actives du Soleil (dont les éruptions solaire et des sources de rayons X extra-solaires. L'instrument était fourni par le laboratoire de l'établissement de Palo Alto de Lockheed[44].
- Un instrument mesurant l'insensité du rayonnement diffus X (entre 0,15 ry 45 keV) en fonction de la latitude galactique. L'instrument était fourni par l'Université du Wisconsin-Madison[45].

## Tableau de synthèse des missionsOSO
| Satellite | Date lancement    | Lanceur    | Fin des opérations | Identifiant COSPAR | Masse    | Commentaire                          |
| --------- | ----------------- | ---------- | ------------------ | ------------------ | -------- | ------------------------------------ |
| OSO 1     | 7 mars 1962       | Delta      | 6 aout 1963        | 1962-006A          | 208 kg   | Premier observatoire solaire spatial |
| OSO B     | -                 | Delta      | -                  | -                  | -        | Détruit avant le lancement           |
| OSO 2     | 3 février 1965    | Delta-C    | 1er juin 1966      | 1965-007A          | 245 kg   |                                      |
| OSO C     | 25 aout 1965      | Delta-C    | -                  | -                  | 600 kg   | Échec du lancement                   |
| OSO 3     | 8 mars 1967       | Delta-C    | 10 novembre 1969   | 1967-020A          | 284 kg   |                                      |
| OSO 4     | 18 octobre 1967   | Delta-C    | 7 décembre 1971    | 1967-100A          | 274 kg   |                                      |
| OSO 5     | 22 janvier 1969   | Delta-C1   | juillet 1975       | 1969-006A          | 281 kg   |                                      |
| OSO 6     | 9 aout 1969       | Delta-N    | janvier 1972       | 1969-068A          | 289 kg   |                                      |
| OSO 7     | 29 septembre 1971 | Delta-N    | juillet 1974       | 1971-083A          | 635 kg   |                                      |
| OSO 8     | 21 juin 1975      | Delta 1910 | 1er octobre 1978   | 1975-057A          | 1 052 kg |                                      |

## Résultats scientifiques
Les satellites OSO ont fourni le premier aperçu détaillé et exhaustif des émissions du Soleil dans la partie du spectre solaire (ultraviolet, X, gamma) qui ne peut être observé avec des moyens terrestres. Les données recueillies ont permis un premier niveau de compréhension des processus complexes de notre étoile ayant un impact critique sur la vie sur Terre, en particulier en les processus à l'oeuvre dans la couronne solaire et l'évolution des tâches solaires durant le cycle solaire de 11 ans. Parmi les résultats les plus remarquables figurent les premières photographies dans l'ultraviolet lointain de la couronne solaire et les premières observations des émissions de rayons X durant la phase initiale d'une éruption solaire. Les satellites OSO ont découvert des régions relativement sombres et froides au niveau des pôles dont la superficie se réduisait au fur et à mesure de l'augmentation de l'activité solaire. Les spectromètres embarqués à bord de certains satellites OSO ont permis d'observer les lignes d'émission dans l'ultraviolet de la couronne solaire résultant de l'ionisation d'atomes provoquée par des températures très élevées. Ces données ont permis de confirmer que la couronne solaire était beaucoup plus chaude que la photosphère et la chromosphère avec une température dépassant le million de degrés Celsius. OSO 7 a fourni les premières images d'éjection de masse coronale à l'aide d'un coronographe. Le même satellite a observé en décembre 1971 l'expulsion par le Soleil d'un nuage de matière à une vitesse record de 960 km/s et en aout 1972 à l'occasion d'une éruption solaire particulièrement puissante la première observation d'une émission de rayonnement gamma par le Soleil, expliquée par l'accélération de protons à des vitesses particulièrement élevées. La première détection d'une ligne d'émission gamma de 511 keV due à l'annihilation électron-positron a été effectuée durant une éruption solaire en aout 1972. Ce rayonnement aurait pu être fatal pour l'équipage d'une mission lunaire Apollo si celui-ci s'était trouvé dansla région de l'espace non protégé par la magnétosphère terrestre au moment de cet événement.

## Missions suivantes
Les missions OSO sont les premières d'une longue suite de missions développées par la NASA dans le but d'étudier le Soleil. Les missions suivantes comme les OSO seront conçues  et gérées en phase opérationnelle par le centre de vol spatial Goddard. En 1980 la mission SolarMax est lancée pour étudier plus particulièrement les éruptions solaires alors que l'activité solaire approche de son pic. Une deuxième série de satellites est lancée pour étudier le cycle suivant : ce sont SoHO (1995) développé conjointement avec l'Agence spatiale européenne et positionné au point de Lagrange L1, TRACE (1998) assisté de la mission américo-européenne Ulysses (1990) qui présente la particularité de circuler sur une orbite héliocentrique polaire. Depuis de nouvelles missions d'étude du Soleil sont périodiquement lancées. Parmi les plus marquantes figurent Solar Dynamics Observatory (2010), Parker Solar Probe (2018) et Solar Orbiter (2020).

### Sources
- (en) OSO Program staff, OSO-7 Orbital Solar Observatory Final report, Ball, 1972, 279 p. (lire en ligne)Rapport technique sur la mission OSO-7 par le constructeur Ball
- (en) OSO Program staff, OSO-6 Orbital Solar Observatory Final report, Ball, 1972, 416 p. (lire en ligne)Rapport technique sur la mission OSO-6 par le constructeur Ball
- (en) NASA, OSO D Press Kit, NASA, 1967, 29 p. (lire en ligne)Présentation à la pression de la mission OSO-4 (OSO D)
- (en) NASA GOddard, History of Orbiting Solar Observatory, NASA, 1966 1966, 110 p. (lire en ligne)Historique de la mission OSO-2
- (en) Peter Bond, Solar Surveyors : Observing the Sun from Space, Springer, 2022, 535 p. (ISBN 978-3-030-98787-9)